# U46 (潜水艦・2代)
U-46は第二次世界大戦中のナチス・ドイツ海軍のVIIB型Uボートである。U-46は戦時中、大きな成功を収めた。

## 艦歴
U-46は1936年11月21日発注され、1937年2月24日にキールのフリードリヒ・クルップ・ゲルマニア造船所で起工され、ヤードナンバー581となった。U-46は1938年9月10日に進水し、同年11月2日に、最初の艦長ヘルベルト・ゾーラー少佐の指揮の下、就役した。ゾーラーはU-46が第7潜水隊群に所属している時に指揮し、U-46は前線で活動した。1939年8月19日、U-46はキールから北海へと最初の哨戒に出発し、9月15日に帰還した。

### ゾーラーからエンドラスへの艦長の交代
1940年4月13日、ノルウェーのナルヴィク周辺での戦闘中、U-46はウォースパイトを支援するイギリス駆逐艦から爆雷攻撃を受け大破した。ゾーラーはU-46の6回の哨戒を指揮したが、敵船に対して何も戦果は得られなかった。彼は1940年5月21日に艦長を解任され、翌日エンゲルベルト・エンドラスに引き継がれた。エンドラスはU-47がスカパ・フローに侵入し、戦艦ロイヤル・オークを撃沈した時のギュンター・プリーンの副官としてU-47に乗艦していた。U-46は彼が艦長として指揮した初めての船である。

### 最初の成功
6月1日、エンドラスはキールを出発し、北海と大西洋を哨戒した。彼はすぐに成功を収め、6月6日、U-46は武装商船カリンシアを始めて撃沈した。6月9日、エンドラスは続けフィンランド商船マルガレータを撃沈した。6月11日にはアテルプリンスに損傷を与え、その翌日にバーバラ・マリーとウィローバンクを撃沈した。6月17日、彼は最後にギリシャ船エルピスを撃沈した。U-46は31日間の航海を終えて7月1日キールに帰還した。U-46はこの間に5隻の船35,347トンを撃沈し、8,782トンの船一隻を損傷させた。

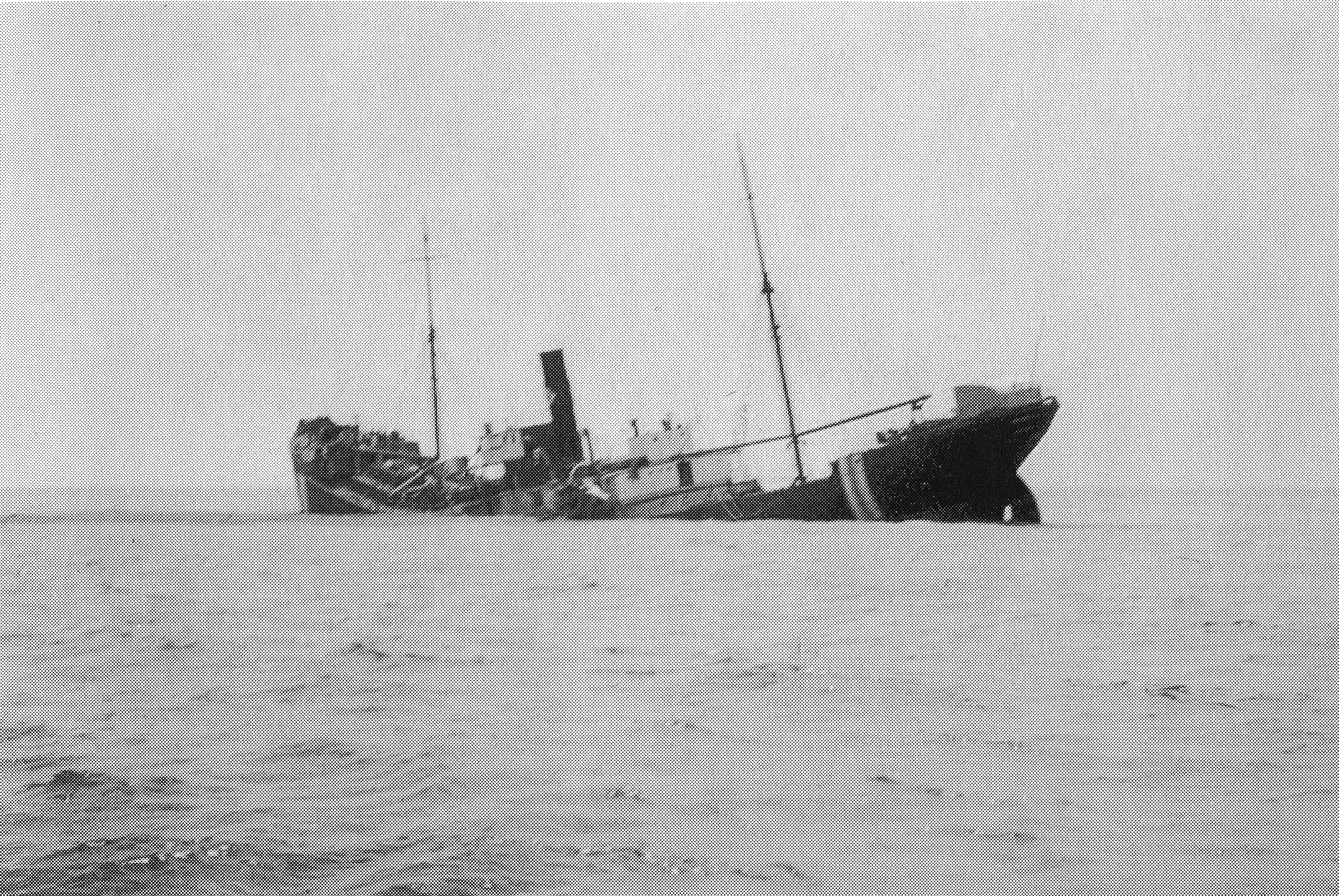
商船マルガレータ

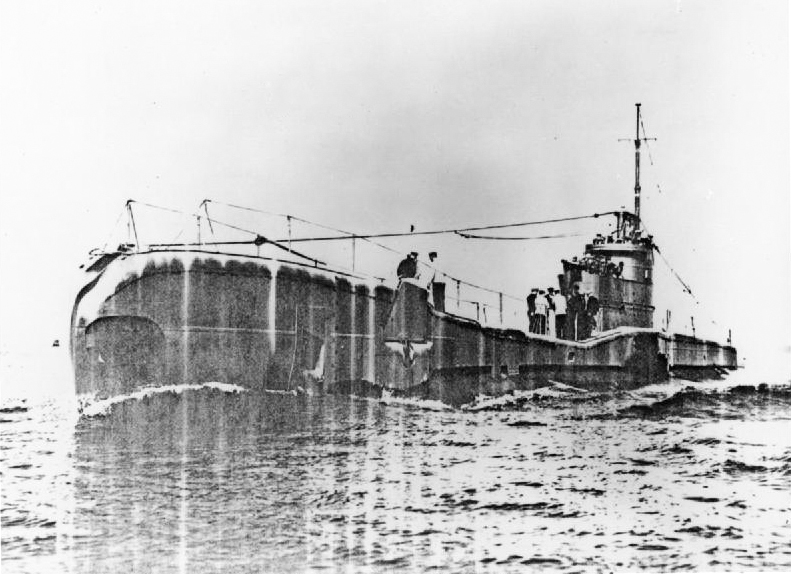
潜水艦トライアド

U-46は8月にベルゲンに移動した。8月3日、U-46はイギリス潜水艦トライアドに発見された。トライアドは浮上し、22時30分に102ミリ砲でU-46を攻撃した。エンドラスはトライアドに追われて潜航したが、2隻の潜水艦は互いに見失った。U-46は8月8日に再び出港した。この哨戒では大きな成功を収めた。8月16日にオランダ船アルシナスに損傷を与え、8月20日にギリシャ船レオニダス・M・ヴァルマスを雷撃した。ヴァルマスは全損となった。8月27日、U-46は武装商船ダンヴェガン・キャッスルを撃沈し、続けて8月31日にはヴィル・ド・ハッセルト、9月2日にはソーンレア、9月4日には中立国旗を掲げて航行するアイルランドの蒸気船ルイムニアックを撃沈した。
艦長たちの証言には違いがある。エンドラスは、エリック・ジョーンズ船長と彼の乗組員は、Uボートから船首への砲撃に「完全に取り乱していた」と主張した。ジョーンズは熟練の船長であった。ルイムニアックはスペイン内戦中、12回の航空攻撃から生き延びていた。ルイムニアックの乗組員は船を放棄し、エンドラスは魚雷が残っていなかったため、砲撃で撃沈した。1941年3月4日の調査の後、デーニッツは、Uボートが放棄された船を沈めたことは正しい行動であったと結論づけた。 U-46は、5隻の船29,883トンを撃沈し、1隻の船6,189トンに損傷を与え、9月6日にフランス大西洋沿岸のロリアンに帰還した。

### 船団の迎撃
サン・ナゼール(同フランス)から始まったU-46の次の哨戒で、7日間のみであったが9月26日に2隻の船コースト・ウィングスとシルヤンを撃沈し、計3,920トンの戦果を得た。U-46は10月13日に再び出航した。この哨戒中U-46は輸送船団SC7とHX79に対するウルフパックに参加した。10月18日、U-46はSC7のベアトゥス、コンヴァラリア、ガンボルグを、10月19日にHX79のルペラ、10月20日にジェーナスを撃沈した。10月25日、U-46はイギリス空軍第233飛行隊のロッキード・ハドソン3機の攻撃を受け、乗組員一人が致命傷を負った。U-46は22,966トンの船舶を撃沈した17日の航海を終え、10月29日にキールに入港した。
U-46は次の哨戒で、1941年2月12日にキールからサン・ナゼールに向かい、21日の航海を終え、3月4日に到着した。この航海中、U-46は何の攻撃も行わなかった。次の哨戒では成功を収めた。3月29日にリグリアを撃沈し、続けて3月31日にカストール、4月2日にブリティッシュ・リライアンスを撃沈した。4月3日にアルダープールに損傷を与え、U-46は帰港した。この航海で3隻の船17,465トンが沈没し、4,313トンの船1隻が損傷した。次の哨戒で6月8日にエンシスに損傷を与え、6月9日にフィディアスを撃沈した。損傷を受けたエンシスがU-46に突撃し、司令塔と潜望鏡に損傷を与えたため、哨戒は打ち切りとなった。エンドラスは7月26日から8月26日まで哨戒を行ったが、その間に船舶を攻撃することは無かった。

## 退役と自沈
9月24にエンドラスが艦長を退役した後、U-46は第26潜水隊群の訓練艦に指定された。U-46はペーター・オットマー・グラウ、コンスタンチン・フォン・プットカマー、クルト・ノイベルト、エルンスト・フォン・ヴィツェンドルフ、フランツ・ザール、ヨアヒム・クネヒト、エーリッヒ・ユヴィンスキーといった多くの艦長の指揮の元で活動し、1942年4月に第24潜水隊群に移籍した。U-46は1940年10月にノイシュタットで退役した。
終戦が近づき、U-46は1945年5月5日にクプフェルミューレン湾で自沈した。U-46は商船20隻85,792トン、補助艦艇2隻35,284トンを撃沈し、5隻の船に損傷を与え、そのうち一隻は全損となった。

### ウルフパック
U-46は2つのウルフパックに参加した。
- レージング (1940年6月12日～15日)
- ウェスト (1941年5月19日～6月6日)

## 戦果一覧
| 日付           | 船名                         | 国籍         | 総トン数 | 結果 |
| -------------- | ---------------------------- | ------------ | -------- | ---- |
| 1939年10月17日 | シティ・オブ・マンダレー     | イギリス     | 7,028    | 沈没 |
| 1939年12月21日 | ルドルフ                     | ノルウェー   | 924      | 沈没 |
| 1940年6月6日   | カリンシア                   | イギリス海軍 | 20,277   | 沈没 |
| 1940年6月9日   | マルガレータ                 | フィンランド | 2,155    | 沈没 |
| 1940年6月11日  | アテルプリンス               | イギリス     | 8,782    | 損傷 |
| 1940年6月12日  | バーバラ・マリー             | イギリス     | 4,223    | 沈没 |
| 1940年6月12日  | ウィローバンク               | イギリス     | 5,041    | 沈没 |
| 1940年6月17日  | エルピス                     | ギリシャ     | 3,651    | 沈没 |
| 1940年8月16日  | アルシナス                   | オランダ     | 6,189    | 損傷 |
| 1940年8月16日  | レオニダス・M・ヴァルマス    | ギリシャ     | 2,080    | 全損 |
| 1940年8月27日  | ダンヴェガン・キャッスル     | イギリス海軍 | 15,007   | 沈没 |
| 1940年8月31日  | ヴィル・ド・ハッセルト       | ベルギー     | 7,461    | 沈没 |
| 1940年9月2日   | ソーンレア                   | イギリス     | 4,261    | 沈没 |
| 1940年9月4日   | ルイムニアック               | アイルランド | 1,074    | 沈没 |
| 1940年9月26日  | コースト・ウィングス         | イギリス     | 862      | 沈没 |
| 1940年9月26日  | シルヤン                     | スウェーデン | 3,058    | 沈没 |
| 1940年10月18日 | ベアトゥス                   | イギリス     | 4,885    | 沈没 |
| 1940年10月18日 | コンヴァラリア               | スウェーデン | 1,996    | 沈没 |
| 1940年10月18日 | ガンボルグ                   | スウェーデン | 1,572    | 沈没 |
| 1940年10月18日 | ルペラ                       | イギリス     | 4,548    | 沈没 |
| 1940年10月20日 | ジェーナス                   | スウェーデン | 9,965    | 沈没 |
| 1941年3月29日  | リグリア                     | スウェーデン | 1,751    | 沈没 |
| 1941年3月31日  | カストール                   | スウェーデン | 8,714    | 沈没 |
| 1941年4月2日   | ブリティッシュ・リライアンス | イギリス     | 7,000    | 沈没 |
| 1941年4月3日   | アルダープール               | イギリス     | 4,313    | 損傷 |
| 1941年6月8日   | エンシス                     | イギリス     | 6,207    | 損傷 |
| 1941年6月9日   | フィディアス                 | イギリス     | 5,623    | 沈没 |